# Torneo Clausura 2021 (Nicaragua)
El Torneo Clausura 2021 fue la edición 96.° del campeonato de liga de la Primera División del fútbol nicaragüense.

## Sistema de competición
El torneo de la Liga Primera está conformado en tres partes:
- Fase de clasificación: 10 equipos juegan todos contra todos a dos vueltas durante 18 jornadas. Primer y segundo lugar clasifican directamente a semifinales. Del tercero al sexto lugar disputan repechaje.

En la etapa regular se observará el sistema de puntos. La ubicación en la tabla general está sujeta a lo siguiente:
- Por juego ganado se obtendrán tres puntos.
- Por juego empatado se obtendrá un punto.
- Por juego perdido no se otorgan puntos.

En esta fase participan los 10 clubes de la Liga Primera jugando en cada torneo todos contra todos durante las 18 jornadas respectivas, a visita recíproca.
- Repechaje: Se juega a un solo partido de acuerdo a las posiciones de la Etapa Regular: 3.º vs 6.º y 4.º vs 5.º, siendo locales los equipos ubicados en el Tercer y Cuarto puesto. El ganador de cada partido avanza a Semifinales, en caso de empate los equipos locales obtienen el pase.
- Fase final: Se juega a visitas recíprocas (ida y vuelta). El clasificado se define de acuerdo al marcador global de la serie.

## Equipos por departamento
| N.º | Departamento  | Equipos                                                |
| --- | ------------- | ------------------------------------------------------ |
| 4   | Managua       | CD Junior, Juventus FC, Managua FC y CD Walter Ferreti |
| 2   | Nueva Segovia | ART Jalapa y CD Ocotal                                 |
| 1   | Carazo        | Diriangén FC                                           |
| 1   | Chinandega    | Chinandega FC                                          |
| 1   | Estelí        | Real Estelí FC                                         |
| 1   | Madriz        | Real Madriz FC                                         |

## Información de los equipos
| Equipo            | Entrenador       | Ciudad                | Estadio                        | Capacidad | Fundación       |
| ----------------- | ---------------- | --------------------- | ------------------------------ | --------- | --------------- |
| ART Jalapa        | Carlos Martino   | Jalapa, Nueva Segovia | Estadio Alejandro Ramos Turcio | 2.000     | 2011 (14 años)  |
| CD Junior         | Tyron Acevedo    | Managua               | Estadio Nacional               | 20.000    | 2016 (9 años)   |
| CD Ocotal         | Mario Alfaro     | Ocotal, Nueva Segovia | Estadio Roy Fernando Bermúdez  | 1.500     | 2002 (23 años)  |
| Chinandega FC     | Reyna Espinoza   | Chinandega            | Estadio La Veranera            | 800       | 1975 (50 años)  |
| Diriangén FC      | Flavio Da Silva  | Diriamba, Carazo      | Estadio Cacique Diriangén      | 7.000     | 1917 (108 años) |
| Juventus FC       | Óscar Blanco     | Managua               | Estadio Arnoldo y Matty Chávez | 2.000     | 1977 (48 años)  |
| Managua FC        | Emilio Aburto    | Managua               | Estadio Nacional               | 20.000    | 2006 (19 años)  |
| Real Estelí FC    | Holver Flores    | Estelí                | Estadio Independencia          | 9.000     | 1961 (64 años)  |
| Real Madriz FC    | Carlos Matamoros | Somoto, Madriz        | Estadio Solidaridad            | 2.500     | 1996 (29 años)  |
| CD Walter Ferreti | Henry Urbina     | Managua               | Estadio Nacional               | 20.000    | 1987 (38 años)  |

## Fase de clasificación

### Tabla de posiciones
| Pos | Equipos           | PJ | PG | PE | PP | GF | GC | Dif. | Pts. |
| --- | ----------------- | -- | -- | -- | -- | -- | -- | ---- | ---- |
| 1.  | Diriangén FC      | 18 | 13 | 1  | 4  | 36 | 16 | +20  | 40   |
| 2.  | Real Estelí FC    | 18 | 12 | 2  | 4  | 34 | 13 | +21  | 38   |
| 3.  | Managua FC        | 18 | 10 | 3  | 5  | 41 | 23 | +18  | 33   |
| 4.  | CD Walter Ferreti | 18 | 10 | 3  | 5  | 29 | 17 | +12  | 33   |
| 5.  | CD Ocotal         | 18 | 7  | 5  | 6  | 22 | 21 | +1   | 26   |
| 6.  | Real Madriz FC    | 18 | 6  | 3  | 9  | 18 | 26 | -8   | 21   |
| 7.  | ART Jalapa        | 18 | 4  | 5  | 9  | 21 | 32 | -11  | 17   |
| 8.  | CD Junior         | 18 | 4  | 4  | 10 | 16 | 33 | -17  | 16   |
| 9.  | Juventus FC       | 18 | 4  | 3  | 11 | 17 | 33 | -16  | 15   |
| 10. | Chinandega FC     | 18 | 3  | 5  | 10 | 17 | 37 | -20  | 14   |

| Simbología |
| --- |
| Pos – Posición; PJ – Partidos Jugados; PG - Partidos Ganados; PE - Partidos Empatados; PP - Partidos Perdidos; GF – Goles a Favor; GC – Goles en Contra; DIF – Diferencia de Goles; PTS - Puntos. |

|  | Líder, Clasifica a la Fase Final (1.er Lugar). |
|  | Clasifica a la Fase Final (2.º Lugar).         |
|  | Clasifica a Repechaje (3.º al 6.º Lugar).      |
|  | Último lugar.                                  |

### Tabla general
| Pos | Equipos           | PJ | PG | PE | PP | GF | GC | Dif. | Pts. |
| --- | ----------------- | -- | -- | -- | -- | -- | -- | ---- | ---- |
| 1.  | Real Estelí FC    | 36 | 23 | 7  | 6  | 66 | 26 | +40  | 76   |
| 2.  | Diriangén FC      | 36 | 21 | 6  | 9  | 65 | 37 | +28  | 69   |
| 3.  | CD Walter Ferreti | 36 | 19 | 8  | 9  | 58 | 34 | +24  | 65   |
| 4.  | ART Jalapa        | 36 | 16 | 11 | 13 | 41 | 47 | -6   | 59   |
| 5.  | Managua FC        | 36 | 15 | 7  | 14 | 65 | 53 | +12  | 52   |
| 6.  | CD Ocotal         | 36 | 12 | 9  | 15 | 42 | 46 | -4   | 45   |
| 7.  | Juventus FC       | 36 | 10 | 8  | 18 | 40 | 58 | -18  | 38   |
| 8.  | Real Madriz FC    | 36 | 9  | 10 | 17 | 35 | 50 | -15  | 37   |
| 9.  | Chinandega FC     | 36 | 8  | 11 | 17 | 38 | 72 | -34  | 35   |
| 10. | CD Junior         | 36 | 6  | 13 | 17 | 32 | 59 | -27  | 31   |

| Simbología |
| --- |
| Pos – Posición; PJ – Partidos Jugados; PG - Partidos Ganados; PE - Partidos Empatados; PP - Partidos Perdidos; GF – Goles a Favor; GC – Goles en Contra; DIF – Diferencia de Goles; PTS - Puntos. |

|  | Líder de la Temporada.                           |
|  | Repechaje contra Subcampeón de Segunda División. |
|  | Desciende a Segunda División.                    |

## Jornadas
- Los horarios son correspondientes al tiempo de Nicaragua (UTC-6).

### Primera vuelta
| CD Junior      | 1 - 3 | Managua FC        | Estadio Nacional        | 23 de enero | 22:00 |
| Juventus FC    | 3 - 1 | ART Jalapa        | Estadio Arnoldo y Matty | 23 de enero | 22:00 |
| Real Madriz FC | 1 - 1 | CD Walter Ferreti | Estadio Solidaridad     | 23 de enero | 22:00 |
| Chinandega FC  | 0 - 3 | Diriangén FC      | Estadio La Veranera     | 24 de enero | 18:00 |
| CD Ocotal      | 0 - 1 | Real Estelí FC    | Estadio Roy Bermúdez    | 24 de enero | 21:00 |

| Managua FC        | 3 - 0 | CD Ocotal      | Estadio Nacional               | 27 de enero | 20:00 |
| ART Jalapa        | 1 - 1 | CD Junior      | Estadio Alejandro Ramos Turcio | 27 de enero | 22:00 |
| Diriangén FC      | 4 - 0 | Real Madriz FC | Estadio Cacique Diriangén      | 27 de enero | 22:00 |
| CD Walter Ferreti | 1 - 0 | Juventus FC    | Estadio Nacional               | 27 de enero | 23:00 |
| Chinandega FC     | 2 - 4 | Real Estelí FC | Estadio La Veranera            | 28 de enero | 18:00 |

| ART Jalapa     | 2 - 0 | CD Walter Ferreti | Estadio Alejandro Ramos Turcio | 31 de enero  | 22:00 |
| CD Junior      | 0 - 0 | CD Ocotal         | Estadio Nacional               | 31 de enero  | 22:00 |
| Juventus FC    | 1 - 0 | Diriangén FC      | Estadio Arnoldo y Matty Chávez | 31 de enero  | 22:00 |
| Chinandega FC  | 1 - 1 | Managua FC        | Estadio La Veranera            | 1 de febrero | 18:00 |
| Real Madriz FC | 0 - 1 | Real Estelí FC    | Estadio Solidaridad            | 1 de febrero | 21:00 |

| Managua FC        | 4 - 1 | Real Madriz FC | Estadio Nacional          | 3 de febrero | 20:00 |
| Diriangén FC      | 2 - 0 | ART Jalapa     | Estadio Cacique Diriangén | 3 de febrero | 22:00 |
| CD Ocotal         | 0 - 0 | Chinandega FC  | Estadio Roy Bermúdez      | 3 de febrero | 22:00 |
| CD Walter Ferreti | 2 - 0 | CD Junior      | Estadio Nacional          | 3 de febrero | 23:00 |
| Juventus FC       | 0 - 1 | Real Estelí FC | Estadio Olímpico del IND  | 4 de febrero | 18:00 |

| CD Junior         | 2 - 1 | Chinandega FC  | Estadio Nacional               | 6 de febrero | 20:00 |
| Real Madriz FC    | 1 - 2 | CD Ocotal      | Estadio Solidaridad            | 6 de febrero | 22:00 |
| CD Walter Ferreti | 2 - 0 | Diriangén FC   | Estadio Nacional               | 6 de febrero | 23:00 |
| Juventus FC       | 0 - 5 | Managua FC     | Estadio Olímpico del IND       | 7 de febrero | 18:00 |
| ART Jalapa        | 2 - 1 | Real Estelí FC | Estadio Alejandro Ramos Turcio | 7 de febrero | 21:00 |

| Managua FC        | 5 - 2 | ART Jalapa     | Estadio Nacional          | 10 de febrero | 20:00 |
| CD Ocotal         | 1 - 0 | Juventus FC    | Estadio Roy Bermúdez      | 10 de febrero | 22:00 |
| Diriangén FC      | 2 - 0 | CD Junior      | Estadio Cacique Diriangén | 10 de febrero | 22:00 |
| CD Walter Ferreti | 0 - 1 | Real Estelí FC | Estadio Nacional          | 10 de febrero | 23:00 |
| Chinandega FC     | 1 - 2 | Real Madriz FC | Estadio La Veranera       | 11 de febrero | 18:00 |

| ART Jalapa        | 3 - 3 | CD Ocotal      | Estadio Alejandro Ramos Turcio | 13 de febrero | 22:00 |
| Diriangén FC      | 1 - 0 | Real Estelí FC | Estadio Cacique Diriangén      | 13 de febrero | 22:00 |
| CD Walter Ferreti | 2 - 1 | Managua FC     | Estadio Nacional               | 13 de febrero | 23:00 |
| Juventus FC       | 1 - 3 | Chinandega FC  | Estadio Olímpico del IND       | 14 de febrero | 18:00 |
| CD Junior         | 1 - 0 | Real Madriz FC | Estadio Nacional               | 14 de febrero | 22:30 |

| CD Junior      | 0 - 7 | Real Estelí FC    | Estadio Nacional     | 17 de febrero | 20:00 |
| CD Ocotal      | 3 - 0 | CD Walter Ferreti | Estadio Roy Bermúdez | 17 de febrero | 22:00 |
| Managua FC     | 1 - 3 | Diriangén FC      | Estadio Nacional     | 17 de febrero | 23:00 |
| Chinandega FC  | 1 - 1 | ART Jalapa        | Estadio La Veranera  | 18 de febrero | 18:00 |
| Real Madriz FC | 2 - 1 | Juventus FC       | Estadio Solidaridad  | 18 de febrero | 22:00 |

| ART Jalapa        | 4 - 1 | Real Madriz FC | Estadio Alejandro Ramos Turcio | 27 de febrero | 21:00 |
| CD Walter Ferreti | 5 - 1 | Chinandega FC  | Estadio Nacional               | 28 de febrero | 20:00 |
| Real Estelí FC    | 1 - 1 | Managua FC     | Estadio Independencia          | 28 de febrero | 22:00 |
| Diriangén FC      | 0 - 1 | CD Ocotal      | Estadio Cacique Diriangén      | 28 de febrero | 22:00 |
| CD Junior         | 1 - 2 | Juventus FC    | Estadio Nacional               | 28 de febrero | 23:00 |

### Segunda vuelta
| CD Walter Ferreti | 2 - 0 | Real Madriz FC | Estadio Nacional               | 6 de marzo | 20:00 |
| Real Estelí FC    | 1 - 1 | CD Ocotal      | Estadio Independencia          | 6 de marzo | 22:00 |
| Managua FC        | 3 - 1 | CD Junior      | Estadio Nacional               | 6 de marzo | 23:00 |
| ART Jalapa        | 1 - 0 | Juventus FC    | Estadio Alejandro Ramos Turcio | 7 de marzo | 21:00 |
| Diriangén FC      | 3 - 0 | Chinandega FC  | Estadio Cacique Diriangén      | 7 de marzo | 22:00 |

| Real Madriz FC | 1 - 2 | Diriangén FC      | Estadio Solidaridad      | 13 de marzo | 21:00 |
| CD Junior      | 2 - 1 | ART Jalapa        | Estadio Nacional         | 13 de marzo | 22:00 |
| Real Estelí FC | 4 - 1 | Chinandega FC     | Estadio Independencia    | 13 de marzo | 22:00 |
| Juventus FC    | 1 - 2 | CD Walter Ferreti | Estadio Olímpico del IND | 14 de marzo | 18:00 |
| CD Ocotal      | 1 - 0 | Managua FC        | Estadio Roy Bermúdez     | 14 de marzo | 21:00 |

| CD Walter Ferreti | 4 - 2 | ART Jalapa     | Estadio Nacional          | 31 de marzo | 20:00 |
| CD Ocotal         | 2 - 1 | CD Junior      | Estadio Roy Bermúdez      | 31 de marzo | 21:00 |
| Diriangén FC      | 4 - 2 | Juventus FC    | Estadio Cacique Diriangén | 31 de marzo | 22:00 |
| Real Estelí FC    | 0 - 1 | Real Madriz FC | Estadio Independencia     | 31 de marzo | 22:00 |
| Managua FC        | 3 - 1 | Chinandega FC  | Estadio Nacional          | 31 de marzo | 23:00 |

| CD Junior      | 1 - 1 | CD Walter Ferreti | Estadio Nacional               | 9 de abril  | 22:00 |
| Chinandega FC  | 2 - 1 | CD Ocotal         | Estadio La Veranera            | 11 de abril | 18:00 |
| ART Jalapa     | 0 - 2 | Diriangén FC      | Estadio Alejandro Ramos Turcio | 11 de abril | 21:00 |
| Real Madriz FC | 1 - 0 | Managua FC        | Estadio Solidaridad            | 14 de abril | 22:00 |
| Real Estelí FC | 4 - 0 | Juventus FC       | Estadio Independencia          | 22 de abril | 22:00 |

| Diriangén FC   | 1 - 1 | CD Walter Ferreti | Estadio Cacique Diriangén | 17 de abril | 22:00 |
| CD Ocotal      | 1 - 1 | Real Madriz FC    | Estadio Roy Bermúdez      | 17 de abril | 22:00 |
| Chinandega FC  | 2 - 1 | CD Junior         | Estadio La Veranera       | 18 de abril | 18:00 |
| Managua FC     | 4 - 1 | Juventus FC       | Estadio Nacional          | 18 de abril | 21:00 |
| Real Estelí FC | 1 - 0 | ART Jalapa        | Estadio Independencia     | 19 de abril | 22:00 |

| CD Junior      | 0 - 1 | Diriangén FC      | Estadio Nacional               | 24 de abril | 22:00 |
| Real Madriz FC | 2 - 0 | Chinandega FC     | Estadio Solidaridad            | 24 de abril | 22:00 |
| ART Jalapa     | 2 - 2 | Managua FC        | Estadio Alejandro Ramos Turcio | 25 de abril | 22:00 |
| Juventus FC    | 3 - 1 | CD Ocotal         | Estadio Olímpico del IND       | 25 de abril | 18:00 |
| Real Estelí FC | 2 - 1 | CD Walter Ferreti | Estadio Independencia          | 25 de abril | 21:00 |

| Real Estelí FC | 1 - 2 | CD Junior         | Estadio Solidaridad   | 28 de abril | 21:00 |
| Managua FC     | 3 - 1 | CD Walter Ferreti | Estadio Nacional      | 28 de abril | 22:00 |
| Real Estelí FC | 3 - 0 | Diriangén FC      | Estadio Independencia | 28 de abril | 22:00 |
| Chinandega FC  | 0 - 0 | Juventus FC       | Estadio La Veranera   | 29 de abril | 18:00 |
| CD Ocotal      | 2 - 0 | ART Jalapa        | Estadio Roy Bermúdez  | 29 de abril | 22:00 |

| Diriangén FC      | 4 - 1 | Managua FC     | Estadio Cacique Diriangén      | 1 de mayo | 22:00 |
| Real Estelí FC    | 2 - 0 | CD Junior      | Estadio Independencia          | 1 de mayo | 22:00 |
| Juventus FC       | 0 - 0 | Real Madriz FC | Estadio Arnoldo y Matty Chávez | 2 de mayo | 18:00 |
| ART Jalapa        | 1 - 1 | Chinandega FC  | Estadio Alejandro Ramos Turcio | 2 de mayo | 21:00 |
| CD Walter Ferreti | 1 - 0 | CD Ocotal      | Estadio Nacional               | 2 de mayo | 23:00 |

| Real Madriz FC | 1 - 0 | ART Jalapa        | Estadio Solidaridad            | 5 de mayo | 18:00 |
| Juventus FC    | 2 - 2 | CD Junior         | Estadio Arnoldo y Matty Chávez | 5 de mayo | 18:00 |
| Chinandega FC  | 0 - 3 | CD Walter Ferreti | Estadio La Veranera            | 5 de mayo | 18:00 |
| Managua FC     | 1 - 0 | Real Estelí FC    | Estadio Nacional               | 6 de mayo | 22:00 |
| CD Ocotal      | 3 - 4 | Diriangén FC      | Estadio Roy Bermúdez           | 6 de mayo | 22:00 |

## Repechaje
| 9 de mayo de 2021, 17:00                  | CD Walter Ferreti                                          | 3:0 (0:0) | CD Ocotal | Estadio Nacional, Managua |                          |
|                                           | René Huete 68' · Dshon Forbes 86' · Cristhian Flores 90+3' | Reporte   |           | Árbitro(s): Odanel Vélez  | Árbitro(s): Odanel Vélez |
| El Walter Ferreti clasifica a semifinales |                                                            |           |           |                           |                          |

| 9 de mayo de 2021, 20:00              | Managua FC           | 1:0 (0:0) | Real Madriz FC | Estadio Nacional, Managua   |                             |
|                                       | Lucas dos Santos 49' | Reporte   |                | Árbitro(s): Nitzar Sandoval | Árbitro(s): Nitzar Sandoval |
| El Managua FC clasifica a semifinales |                      |           |                |                             |                             |

## Fase final

### Semifinales

#### Ida
| 12 de mayo de 2021, 19:00 | CD Walter Ferreti               | 1:0 (0:0) | Diriangén FC | Estadio Nacional, Managua  |                            |
|                           | Fernando Villalpando 78' (pen.) | Reporte   |              | Árbitro(s): Tatiana Guzmán | Árbitro(s): Tatiana Guzmán |

| 13 de mayo de 2021, 19:00 | Managua FC                                  | 3:1 (0:1) | Real Estelí FC   | Estadio Nacional, Managua |                          |
|                           | Agenor Báez 79' · Lucas dos Santos 82', 86' | Reporte   | Juan Barrera 41' | Árbitro(s): Oscar Davila  | Árbitro(s): Oscar Davila |

#### Vuelta
| 15 de mayo de 2021, 19:00                                            | Diriangén FC                                      | 3:0 (1:0) | CD Walter Ferreti | Cacique Diriangén, Diriamba |                             |
|                                                                      | Maycon Santana 45', 60' (pen.) · Luis Coronel 83' | Reporte   |                   | Árbitro(s): Nitzar Sandoval | Árbitro(s): Nitzar Sandoval |
| El Diriangén FC clasifica a la final con un resultado global de 3:1. |                                                   |           |                   |                             |                             |

| 16 de mayo de 2021, 19:00                                                                               | Real Estelí FC                                           | 4:2 (1:0) | Managua FC                  | Independencia, Estelí    |                          |
| | Juan Barrera 16' (pen.), 37' · Carlos Chavarría 54', 56' | Reporte   | Lucas dos Santos 82', 90+2' | Árbitro(s): Odanel Veléz | Árbitro(s): Odanel Veléz |
| El Managua FC clasifica a la final con un empate global de 5:5 y ganando de 2:1 en los goles de visita. |                                                          |           |                             |                          |                          |

### Final

#### Ida
| 22 de mayo de 2021, 22:00 | Managua FC | 0:2     | Diriangén FC               | Estadio Nacional, Managua  |                            |
|                           |            | Reporte | Robinson da Silva 65', 69' | Árbitro(s): Tatiana Guzmán | Árbitro(s): Tatiana Guzmán |

#### Vuelta
| 29 de mayo de 2021, 22:00 | Diriangén FC       | 1:1 (1:0) | Managua FC         | Cacique Diriangén, Diriamba |                             |
|                           | Maycon Santana 40' | Reporte   | Edward Morillo 81' | Árbitro(s): Nitzar Sandoval | Árbitro(s): Nitzar Sandoval |

| Bandera del departamento de Carazo |
| Campeón Diriangén FC               |
| 28.° título                        |

## Goleadores
- Actualizado el 29 de mayo de 2021.

| Pos. | Jugador           | Equipo      | Goles |
| ---- | ----------------- | ----------- | ----- |
| 1.º  | Lucas dos Santos  | Managua     | 15    |
| 2.º  | Maycon Santana    | Diriangén   | 13    |
| 3.º  | Juan Barrera      | Real Estelí | 11    |
| 4.º  | Carlos Chavarría  | Real Estelí | 7     |
| 5.º  | Robinson da Silva | Diriangén   | 7     |
| 6.º  | Edward Morillo    | Managua     | 7     |

## Play off de ascenso

#### Ida
| 20 de junio de 2021, 18:00 | H&H Export                                   | 2:0 (1:0) | Chinandega FC | Estadio Municipal El Colosal, Sébaco |                          |
|                            | Miguel Sosa 33' (pen.) · Christian Rojas 56' | Reporte   |               | Árbitro(s): Oscar Davila             | Árbitro(s): Oscar Davila |

#### Vuelta
| 27 de junio de 2021, 17:00 | Chinandega FC                                                | 3:3 (1:0) | H&H Export                                                       | Estadio La Veranera, Chinandega |                          |
|                            | Daniel Rodríguez 41' · Kevin Venerio 84' · Ervin Aguirre 85' | Reporte   | Miguel Sosa 58' (pen.) · Joel Rivera 81' · Anderson Acosta 90+2' | Árbitro(s): Odanel Vélez        | Árbitro(s): Odanel Vélez |